# 座頭市血煙り街道
『座頭市血煙り街道』（ざとういちちけむりかいどう）は、1967年12月30日公開の日本映画。勝新太郎主演による「座頭市」シリーズの第17作。

## ストーリー
あてのない旅を続ける座頭市は、ある宿屋で母子と相部屋になる。母親・おみねは重病の身で、市に息子・良太を託し、「前原（まえばら）という宿場町にいる父親・庄吉に会わせてやってください」と言い残し、息を引き取る。前原へ向かう市と良太は、旅役者・ともえ太夫の一座と旅をともにするようになる。一座はある町で地廻りのヤクザとトラブルになるが、そこへ現れた浪人風の男・赤塚多十郎が撃退する。一座と別れた2人は、街道で赤塚と再会し、彼も前原を目的地にしていることを知る。
前原にたどり着いた2人は庄吉が働いていた窯元・太兵衛のもとをたずねるが、太兵衛は「庄吉は窯をやめて行方をくらませた」と告げる。そのころ庄吉は、一帯を支配するヤクザ・権造に捕らわれ、さらに権造と結託した代官所の役人・鳥越（とりこし）に命じられて、裕福な大名を対象にした贈収賄目的のために禁制品の外国産の材料で作られる猥褻な図柄の絵皿の下絵描きに従事させられていた。赤塚はこの事件を捜査する幕府の公儀隠密であり、不祥事を闇に葬るために関係者を全員暗殺する命を帯びていた。庄吉の居場所を探るため、市は按摩師として鳥越に接近するが、真相を聞き出す前に赤塚が現れ、市の目の前で鳥越を斬殺してしまう。赤塚はまた、もうひとりの隠密・江見とともに、代官・糸山も暗殺する。
ある夜、権造の妻・お仙は、庄吉の不憫を見かねて、彼を逃がそうとする。たまたまそこに訪ねてきた市も協力し、脱出に成功するが、お仙は斬られる。庄吉は自分に息子がいることさえも知らなかったが、良太が描いた市の似顔絵を見て、絵描きである自分の才能が遺伝していることを確信する。一方、権造一味は太兵衛が庄吉をかくまったと信じ、彼を殺害して太兵衛の娘・おみつと良太を誘拐する。市と庄吉は権造一味のアジトへ乗り込んでおみつと良太を救い、一味を一網打尽にする。庄吉親子とおみつを連れて帰る市の前に赤塚が現れる。彼は最後の関係者である庄吉を引き渡せ、という。市は「この人は脅されただけじゃありませんか」「子供のために見逃してくれませんか」と頭を下げるが、受け入れない。
覚悟を決めた市は赤塚と決闘になる。そこに現れた江見が庄吉を殺そうとするが、市が投げた仕込み杖で江見は死ぬ。利き腕を斬られていた赤塚は逆手に持った刀で庄吉を殺そうとするが、市は素手のままその前に身体を投げ出した。その表情はどこまでも穏やかだった。「わしの負けだ」と告げた赤塚は、どこかへ消えた。
市は庄吉とおみつに良太を託し、黙って前原を去ろうとする。良太はいつまでも市を追いかけ、身を隠す市は涙を流した。

## 出演者
- 座頭市：勝新太郎
- 赤塚多十郎：近衛十四郎
- おみつ（太兵衛の娘）：高田美和
- ともえ（旅役者）：朝丘雪路
- お仙（権造の妻・料亭「ふくべ」の女将）：坪内ミキ子
- みゆき（旅役者）：中尾ミエ
- 庄吉：伊藤孝雄
- 前原の権造：小池朝雄
- おみね（庄吉の妻）：磯村みどり
- 太兵衛（焼物師）：松村達雄
- 鳥越（代官所手附）：小沢栄太郎

- 長吉（権造の乾分）：千波丈太郎
- 栗栖（権造一味の用心棒）：草薙幸二郎
- 金井の万造（権造の乾分）：田武謙三
- 壺振りの半三（大工）：なべ・おさみ
- 江見真之介（公儀隠密）：戸田皓久
- 五吉（権造の乾分）：藤山浩二
- 箕輪の惣兵衛（ともえ一座の勧進元）：水原浩一
- 料亭「ふくべ」の仲居：毛利郁子
- 成山（代官所の役人）：杉山昌三九
- 一膳飯屋の主人[1]：寺島雄作
- 勘太（権造の乾分）：南條新太郎
- 糸山源四郎（代官）：伊東光一
- 滝尾（代官所の役人）：玉置一恵
- 堀北幸夫
- 猪助（万造の手下）：沖時男
- 良太（庄吉・おみねの息子）：斎藤信也
- 茶店の婆：小林加奈枝
- 万造の手下：勝村淳
- 惣兵衛の乾分：上原寛二
- 伊東義高
- 森内一夫
- 山岡鋭二郎
- 西岡弘善
- 薮内武司
- 園恵子
- 旅籠「とらや」の女中：谷口和子

## スタッフ
- 監督：三隅研次
- 企画：久保寺生郎
- 原作：子母沢寛
- 脚本：笠原良三
- 撮影：牧浦地志
- 録音：大谷巌
- 照明：山下礼二郎
- 美術：下石坂成典
- 音楽：伊福部昭
- 編集：谷口登司夫
- 擬斗：宮内昌平
- 助監督：友枝稔議
- 製作主任：西沢鋭治
- 主題歌：勝新太郎（大映レコード）
- 現像：東洋現像所
- スチール：大谷栄一（クレジットなし）

## 同時上映
- 『若親分千両肌』